# Поваркасинское сельское поселение
Поваркасинское се́льское поселе́ние — муниципальное образование в Цивильском районе Чувашии Российской Федерации.
Административный центр — деревня Поваркасы.

## История
Статус и границы сельского поселения установлены Законом Чувашской Республики № 37 от 24 ноября 2004 года «Об установлении границ муниципальных образований Чувашской Республики и наделении их статусом городского, сельского поселения, муниципального района и городского округа».

## Население
| 2010 | 2012  | 2013 | 2014 | 2015 | 2016 | 2017 |
| ---- | ----- | ---- | ---- | ---- | ---- | ---- |
| 986  | ↗1002 | ↘983 | ↗987 | ↘968 | ↗978 | ↘929 |
| 2018 | 2019  | 2020 | 2021 |      |      |      |
| ↘890 | ↘834  | ↘804 | ↘778 |      |      |      |

## Состав сельского поселения
| № | Населённый пункт | Тип населённого пункта          | Население |
| - | ---------------- | ------------------------------- | --------- |
| 1 | Елюккасы         | деревня                         | ↗221      |
| 2 | Каткасы          | деревня                         | ↗148      |
| 3 | Новые Ямаши      | деревня                         | ↗34       |
| 4 | Поваркасы        | деревня, административный центр | ↗508      |
| 5 | Таганы           | деревня                         | ↗238      |